# پولاسان
پولاسان (نام علمی: Nephelium ramboutan-ake) نام یک گونه از تیره ناترکیان است.